# 爱丽丝·居伊
愛麗絲·艾達·安托瓦內特·居伊（法語：Alice Ida Antoinette Guy，1873年7月1日—1968年3月24日）是法國電影導演先驅。她是最早製作敘事電影的電影製片人之一，同時也是第一位執導電影的女性。在1896年至1906年期間，她可能是當時世界上唯一的女性電影導演。愛麗絲·居伊在拍攝和製作電影期間不僅嘗試了高蒙電影公司所發明同步電影機的音畫合一系統，並且還嘗試了諸如色彩著色、跨種族選角、電影特效等。
愛麗絲·居伊曾是位於美國紐約市法拉盛的電影公司——索拉克斯製片廠的聯合創始人兼藝術總監。1912年，索拉克斯製片廠投資10萬美元在新澤西州的李堡建立了一個新的製片廠，而這裡曾是美國電影在好萊塢之前的製片中心。同年，愛麗絲·居伊拍攝了電影《傻瓜不積財》，這可能是世界上首部採用全非裔美國人演員陣容的電影。這部電影因其歷史意義和藝術價值而被美國電影學會的國家電影與視頻保存中心所收錄。

## 早年境況
愛麗絲·居伊的父親埃米爾·居伊（Émile Guy）是智利聖地亞哥和瓦爾帕萊索一家書店兼出版社的老闆，於1865年與瑪麗·克洛蒂爾德·弗朗瑟琳·奧貝爾（Marie Clotilde Franceline Aubert）結婚。他們在巴黎舉行婚禮後便返回聖地亞哥定居。1873年初，瑪麗和埃米爾·居伊與愛麗絲的四個兄弟姐妹一同住在聖地亞哥。
然而，1872年至1873年間，智利爆發了一場毀滅性的天花疫情。埃米爾和瑪麗·居伊於是將他們所有的四個孩子帶到巴黎，而愛麗絲也正是在此時出生。愛麗絲在她的自傳中提到，她的母親此舉是為了確保「她的第五個孩子能成為真正的法國人」。她的父親在她出生後不久便返回智利，母親也在幾個月後跟隨。愛麗絲則被留在瑞士卡魯日由她的祖母照料。愛麗絲三四歲時，她的母親將她帶回了南美洲。
愛麗絲·居伊六歲那年，她的父親將她帶回法國，進入耶穌忠僕會（Faithful Companions of Jesus）寄宿學校就讀。這所學校有時被稱為「聖心學校」，因為它後來遷至法國。（「聖心」與在瑞士被禁的耶穌會士有關，但耶穌忠僕會是一個獨立的修會。）愛麗絲·居伊所就讀的學校位於法國的韋里耶蘇薩萊沃，校舍至今仍存，距離瑞士邊境僅100米。這所學校的修女院長埃米莉·蓋爾斯與創辦人瑪麗-馬德萊娜·德·班吉關係密切，兩人曾共同生活在卡魯日的母院長達15年（1833-1848）。1847年，當索菲·巴拉特的聖心修道院被逐出瑞士時，創辦人瑪麗-馬德萊娜和埃米莉·蓋爾斯前往法國韋里耶蘇薩萊沃購買了一處房產，以防耶穌忠僕會也被逐出瑞士。創辦人於1848年遷往巴黎，以降低寄宿學校的曝光度。此後，埃米莉·蓋爾斯設法在卡魯日又多待了28年，直到1875年。其他宗教團體在壓力下自願離開，但埃米莉院長卻讓日內瓦政府將她驅逐出境。1875年學校最終被驅逐時，埃米莉院長將學校遷至維里兩年，同時在韋里耶蘇薩萊沃建造新校舍。1877年，即愛麗絲抵達前兩年，學校從維里遷至韋里耶蘇薩萊沃，她的姐妹們當時已在那裡就讀。埃米莉院長是日內瓦本地人，在短時間內被逐出自己的國家，她經常講述自己被驅逐的故事。愛麗絲也反覆聽到這個故事並在她的回憶錄中提及。愛麗絲稱這位院長為「一位偉大的女士，她希望把我們培養成堅強、有成就的女性。」
1880年5月16日，愛麗絲的哥哥不幸去世，年僅13歲。幾年後，居伊和她的妹妹露易絲被轉到費爾內的一所修道院，隨後又被帶回巴黎。
1891年1月5日，居伊的父親因不明原因去世。父親去世後，居伊的母親於1891年5月20日成立的「母性互助會」（Mutualité maternelle）找到一份工作。然而，她的母親未能保住這份工作，此後居伊為了養活自己和母親，學習了當時的新興領域——打字和速記。她在一家清漆廠找到了第一份速記打字員的工作。1894年3月，她開始在費利克斯-馬克斯·理查德（Félix-Max Richard）擁有的「攝影總公司」（Comptoir général de la photographie）工作。後來，萊昂·高蒙（Léon Gaumont）接管並領導了這家公司。

### 出典
1. ↑  . 新澤西名人堂（英语：New Jersey Hall of Fame）.   [2025-06-08].
2. ↑  . 紐約時報. 2019-09-06  [2025-06-08].
3. ↑  . A+E電視網.   [2025-06-08]. （原始内容存档于2018-03-23）.
4. ↑  . Women Film Pioneers Project. 哥倫比亞大學.   [2025-06-08]. （原始内容存档于2019-06-23）.
5. ↑  Elizabeth Weitzman. . 紐約時報. 2019-04-26  [2025-06-08].
6. ↑  . 美國電影學會.   [2025-06-08]. （原始内容存档于2019-10-23）.

### 文獻
- Acker, Ally. . Judith Crist(撰稿). Continuum. 1991. ISBN 9780826405791. OCLC 644078883.

- Acker, Ally. . Reel Women Media. 2011. ISBN 9781440489617. OCLC 1037267982.

- Guy, Alice; Slide, Anthony.  2nd Edition. Scarecrow Press. 1996. ISBN 9780810872745. OCLC 891930835.

- Slide, Anthony (编). . 由Blaché, Roberta; Blaché, Simone翻译. Bloomsbury Publishing PLC. 2022. ISBN 9781538165515. OCLC 1294292954.

- Dietrick, Janelle. . BookBaby. 2016. ISBN 9781682227664. OCLC 941877015.

- Dietrick, Janelle. . BookBaby. 2017. ISBN 9781543911015. OCLC 1006407794.

- Dietrick, Janelle; Peeters, Alice-Guy Blanche. . Paradis Perdu Press. 2022. ISBN 9798986175300. OCLC 1043611078.

- Koszarski, Richard. . Oxford University Press. 1976. ISBN 9780195020861. OCLC 863369819.

- McMahan, Alison J.  (博士论文). 辛辛那提: 聯合學院與大學（英语：Union Institute & University）. 1997.

- McMahan, Alison. . A&C Black. 2002. ISBN 9780826451583. OCLC 884280169.

- Gaines, Jane. Simon, Joan , 编. . Yale University Press. 2009. ISBN 9780300152500. OCLC 317471816.

## 延伸閱讀
- 《落葉》——愛麗絲·居伊電影作品（索拉克斯製片廠出品）
- 愛麗絲·居伊拍攝有聲電影時的側拍畫面
- Guy-Blaché, Alice. . Denoël/Gonthier. 1976. OCLC 1033084385.
- Key Events in the Life and Legacy of Alice Guy Blaché
- Ephemeral Show談愛麗絲·居伊作品《捲心菜仙子》的三個不同版本
- The Incredible Story of the First Woman Film Director
- The Lost Garden: The Life and Cinema of Alice Guy-Blaché在加拿大國家電影局的頁面

## 外部連接
- 愛麗絲·居伊在互联网电影资料库（IMDb）上的資料（英文）
- 愛麗絲·居伊在豆瓣上的资料（简体中文）